# Catachlorops mellosus
Catachlorops mellosus är en tvåvingeart som beskrevs av Loureiro Henriques och Gorayeb 1999. Catachlorops mellosus ingår i släktet Catachlorops och familjen bromsar. Inga underarter finns listade i Catalogue of Life.